# 의료광고 규제 사건
의료광고 규제 사건은 언론출판의 자유와 관련된 대한민국 헌법재판소 판례이다.

## 의료광고 규제 사건 2005

### 사실관계
제정신청인은 서울에서 안과를 운영하는 의사로서 인터넷 홈페이지에 자신의 진료모습이 담긴 사진과 함께 외국에서 연수한 약력(경력), 라식수술에 대한 진료방법을 게재하는 등 특정의료인의 기능, 진료방법에 관하여 광고를 하였다는 이유로 기소되어 재판을 받던 중 의료광고를 제한한 의료법 제46조 제3항 및 이에 대한 처벌을 규정한 동법 제69조가 헌법에 위반된다고 주장하면서 위헌여부심판의 제청신청을 하였고, 위 법원을 이를 받아들여 헌법재판소에 제정하였다.

### 주문
의료법 제46조 제3항 중 "특정의료기관이나 특정의료인의 기능, 진료방법"에 관한 광고금지 및 제69조 중위 광고금지 위반 부분은 헌법에 위반된다.

### 이유
상업광고는 표현의 자유의 보호영역에 속하지만 사상이나 지식에 관한 정치적, 시민적 표현행위와는 차이가 있고, 한편 직업수행의 자유의 보호영역에 속하지만 인격발현과 개성신장에 미치는 효과가 중대한 것은 아니다. 그러므로 상업광고 규제에 관한 비례의 원칙 심사에 있어서 '피해의 최소성' 원칙은 같은 목적을 달성하기 위하여 달리 덜 제약적인 수단이 없을 것인지 혹은 입법목적을 달성하기 위하여 필요한 최소한의 제한인지를 심사하기 보다는 '입법목적을 달성하기 위하여 필요한 범위 내의 것인지'를 심사하는 정도로 완화되는 것이 상당하다.

##### 비례의 원칙 위배여부
객관적인 사실에 기인한 것으로서 소비자에게 해당 의료인의 의료기술이나 진료방법을 과장함이 없이 알려주는 의료광고라면 이는 의료행위에 관한 중요한 정보에 관한 것으로서 소비자의 합리적인 선택에 도움을 주고 의료인들 간에 공정한 경쟁을 촉진하므로 오히려 공익을 증진시킬 수 있다. 소비자를 중요한 특정 의료정보로부터 차단시킴으로써 정보의 효율적 유통을 방해하는 것이다. 자유롭고 공정한 경쟁을 추구하는 헌법상의 시장경제질서에 부합되지 않는다. 따라서 '피해의 최소성' 원칙에 위반된다.

## 의료광고 규제 사건 2007

### 사실관계
피고인은 정형외과 의사로 병원 홈피에 '진단적 관절 내시경술, 관절경에 의한 확진율은 99%까지 가능, 최근 의학이 발달, 최첨단의료장비 개발로 관절경 검사와 동시에 관절경 수술로 치료가능, 관절의 상처가 거의 남지 않고 정확한 진단과 동시에 수술가능' 등의 내용 및 수술장면 사진을 게재하였다. 검사는 주위적 공소사실로서 위 의료광고행위가 과대광고라며 의료법 제69조, 제46조 제1항에 의하여 기소함과 아울러, 예비적 공소사실로서 의료법 제69조, 제46조 제4항을 위반하였다고 기소하였다. 제청법원은 예비적 공소사실에 적응될 의료법 제69조, 제46조 제4항에 대하여 헌법재판소에 위헌 여부 심판을 제청하였다.

### 이유

##### 재판의 전제성
가능한 법원의 법률적 견해를 존중해야 할 것이고, 다만 그 전제성에 관한 법률적 견해가 명백히 유지될 수 없을 때에는 헌법재판소가 이를 직권으로 조사할 수 있다.

##### 명확성원칙의 위반 여부
제46조 제4항이 같은 조 제1항 내지 제3항과 독립되어 제69조의 구성요건을 이루는 것이라면 제4항은 아무런 금지규정의 형식을 취하고 있지 아니하므로 무엇을 위반하여야 처벌되는지 알 수가 없다. 반면 제4항이 제1항 내지 제3항이 금지하고 있는 의료광고의 예외로서 의료광고가 허용되는 범위를 정하는 규정으로 본다면 제4항만으로는 법 제69조의 구성요건을 이룰 수 없게 된다.

##### 포괄위임입법금지원칙 위반 여부
위임되는 내용이 허용되는 의료광고의 범위인지, 금지되는 의료광고의 범위인지 모호할 뿐 아니라, 하위법령에 규정될 의료광고의 범위에 관한 내용이 한정적인 것인지, 예시적인 것인지도 불분명하다.

### 결론
이 사건 조항은 헌법에 위반되므로 재판관 1인의 반대의견을 제외한 나머지 관여 재판관의 일치된 의견으로 주문과 같이 결정한다.

## 참고 문헌
- 2005.10.27. 2003헌가3 [위헌]
- 2007.7.26. 2006헌가4 [위헌]